# Alexandr Martyshkin
Alexandr Martyshkin –en ruso, Александр Мартышкин– (26 de agosto de 1943-29 de octubre de 2021) fue un deportista soviético que compitió en remo.
Participó en dos Juegos Olímpicos de Verano en los años 1968 y 1972, obteniendo una medalla de bronce en México 1968 en la prueba de ocho con timonel. Ganó dos medallas en el Campeonato Mundial de Remo, en los años 1966 y 1970, y cuatro medallas en el Campeonato Europeo de Remo entre los años 1965 y 1973.

## Palmarés internacional
| Juegos Olímpicos   | Juegos Olímpicos          | Juegos Olímpicos  | Juegos Olímpicos |
| Año                | Lugar                     | Medalla           | Prueba           |
| ------------------ | ------------------------- | ----------------- | ---------------- |
| 1968               | Ciudad de México (México) | Medalla de bronce | Ocho con timonel |
| Campeonato Mundial |                           |                   |                  |
| Año                | Lugar                     | Medalla           | Prueba           |
| 1966               | Bled (Yugoslavia)         | Medalla de plata  | Ocho con timonel |
| 1970               | St. Catharines (Canadá)   | Medalla de plata  | Ocho con timonel |
| Campeonato Europeo |                           |                   |                  |
| Año                | Lugar                     | Medalla           | Prueba           |
| 1965               | Duisburgo (RFA)           | Medalla de plata  | Ocho con timonel |
| 1967               | Vichy (Francia)           | Medalla de bronce | Ocho con timonel |
| 1971               | Copenhague (Dinamarca)    | Medalla de bronce | Ocho con timonel |
| 1973               | Moscú (URSS)              | Medalla de bronce | Ocho con timonel |